# Aboke
Aboke è un comune dell'Uganda, situato nel distretto di Apac. La località è nota per essere stata il luogo del rapimento di Aboke: nell'ottobre 1996 139 studentesse dello St. Mary's College vennero rapite dai ribelli dell'Esercito di Resistenza del Signore.
Si trova a 35 km da Lira.